# Skäggran
Skäggran (Abies recurvata) är en tallväxtart som beskrevs av Maxwell Tylden Masters. Skäggranen ingår i släktet ädelgranar, och familjen tallväxter. IUCN kategoriserar arten globalt som sårbar.
Arten förekommer i provinserna Gansu, Sichuan, kanske Yunnan och Tibet (Xizang) i Kina. Den växer i bergstrakter och på högplatå mellan 2200 och 3600 meter över havet. Regionen kännetecknas av kallt och fuktigt väder. Skäggran bildar ofta barrskogar tillsammans med bland annat Abies squamata, Larix potaninii och Picea purpurea. Sällsynt hittas kinesisk björk i samma område.

## Underarter
Arten delas in i följande underarter:
- A. r. ernestii
- A. r. recurvata